# Grant Terzakis
Grant Terzakis ist ein US-amerikanischer Schauspieler und Filmproduzent.

## Leben
Terzakis erhielt seine schauspielerische Ausbildung unter anderen an der Northeastern University, der Shakespeare and Company und bei der Improvisationstheatergruppe Groundlings. 2016 spielte er in den Kurzfilmproduktionen Thick as Thieves und Slideher mit. 2017 zog er von Boston nach Los Angeles. Bereits im selben Jahr war er als Produzent für den Kurzfilm Goodie Bag verantwortlich. Dieser feierte seine Premiere am 22. August 2021 auf dem 48 Hour Film Project. Es folgten in den nächsten Jahren weitere Besetzungen als Schauspieler in verschiedenen Kurzfilmen sowie als Darsteller in Fernsehserien. 2021 stellte er die Rolle des Bryant in dem Mockbuster Planet Dune dar. Ein Jahr später war er in der kleineren Rolle des Demon im Film Top Gunner 2 – Danger Zone zu sehen. 2024 spielte er im Film Stupid Games mit der Rolle des Stanley eine der männlichen Hauptrollen. Im selben Jahr stellte er die größere Rolle des Septimus im Film Gladiators – Zurück in der Arena dar. Außerdem wirkte er im Musikvideo zum Lied Girls Love Boys Love der Band secs on the beach mit.

## Filmografie (Auswahl)

### Schauspiel
- 2016: Thick as Thieves (Kurzfilm)
- 2016: Slideher (Kurzfilm)
- 2017: Northeastern Narcs (Kurzfilm)
- 2017: Stuck on Someday
- 2018: Fraternal (Kurzfilm)
- 2018: I am, You are (Kurzfilm)
- 2020: Banging Lanie
- 2020: Wisdom Goes Viral (Fernsehserie, 2 Episoden, verschiedene Rollen)
- 2020: Dust (Kurzfilm)
- 2021: Goodie Bag (Kurzfilm)
- 2021: Planet Dune
- 2021: Tales from Shakespeare: Folios & Follies
- 2022: Top Gunner 2 – Danger Zone (Top Gunner: Danger Zone)
- 2022: Code 13: Unreadable (Fernsehserie, Episode 1x03)
- 2022: Hometown Boys (Kurzfilm)
- 2023: Cherry (Kurzfilm)
- 2024: Stupid Games
- 2024: Un (Kurzfilm)
- 2024: Gladiators – Zurück in der Arena (Gladiators)

### Produktion
- 2017: Goodie Bag

## Theater (Auswahl)
- Gruesome Playground Injuries, Regie: Wolfgang Bodison
- Meteor Shower, Regie: Wolfgang Bodison
- The Importance of Being Earnest, Regie: Scott Edmiston
- The Heidi Chronicles, Regie: Bridget O’Leary
- Antigone, Regie: Antonio Ocampo-Guzman
- The Gypsy Machine, Regie: Darren Evans
- Body Maps (devised), Regie: Tim Miller
- Clybourne Park, Regie: Jonathan Carr
- Romeo and Juliet, Regie: Andrea Southwick
- Come Blow your Horn, Regie: Keith Gerth